# Nuper rosarum flores

Struttura del mottetto

Nuper Rosarum Flores ("Recentemente fiori di rosa") è un mottetto isoritmico del 1436 di Guillaume Dufay, composto per essere cantato durante la cerimonia per la riconsacrazione della Cattedrale di Santa Maria del Fiore a Firenze.

## La prima esecuzione
La cerimonia, molto fastosa, fu presieduta da Papa Eugenio IV. Il mottetto è sorprendente per la sua sintesi dell'antico stile isoritmico e del nuovo stile contrappuntistico che venne sviluppato nel decennio successivo dallo stesso Dufay e dai suoi successori.
(Giannozzo Manetti)

## Le dispute sul mottetto
Charles Warren, in un articolo del 1973 che ha avuto grande risonanza, ha ritenuto di poter dimostrare che le strutture proporzionali del mottetto fossero in relazione con le proporzioni del tempio. In seguito, Craig Wright ha mostrato che le proporzioni architettoniche attribuite da Warren al Brunelleschi sono scorrette, e ha affermato che le proporzioni usate da Dufay potrebbero piuttosto derivare dalle indicazioni bibliche sulle misure del Tempio di Salomone. Lo stesso Warren ha accettato come fondate le obiezioni di Wright, ma l'idea di una relazione diretta fra le proporzioni del mottetto e la struttura della basilica è stata recentemente riproposta. Uno studio più recente propone ulteriori relazioni tra la costruzione brunelleschiana, il mottetto di Dufay e la simbologia dell'Apocalisse, il tutto visto alla luce del riferimento alla Firenze del Quattrocento come la nuova Gerusalemme celeste .

## Testo e traduzione del mottetto
| Testo originale in latino | Traduzione in italiano |
| --- | --- |
| 1. Nuper rosarum flores Ex dono pontificis Hieme licet horrida Tibi, virgo coelica, Pie et sancte deditum Grandis templum machinae Condecorarunt perpetim. 2. Hodie vicarius Jesu Christi et Petri Successor Eugenius Hoc idem amplissimum Sacris templum manibus Sanctisque liquoribus Consecrare dignatus est. 3. Igitur, alma parens Nati tui et filia Virgo decus virginum, Tuus te Florentiae Devotus orat populus, Ut qui mente et corpore Mundo quicquam exorarit 4. Oratione tua Cruciatus et meritis Tui secundum carnem Nati Domini sui Grata beneficia Veniamque reatum Accipere mereatur. Amen. | 1. Recentemente fiori di rose, come dono del pontefice, - nonostante il terribile inverno - hanno ornato questo tempio di eccezionale costruzione dedicato devotamente e solennemente a te, vergine del cielo. 2. Oggi il vicario di Gesù Cristo e il successore di Pietro, Eugenio, si è degnato di consacrare questo grandissimo tempio con le sue sante mani e con i sacri oli. 3. Ora, benevola madre e figlia di tuo figlio, vergine e decoro di tutte le vergini, il tuo devoto popolo di Firenze prega che chiunque abbia richiesto qualcosa con una mente e un corpo sani 4. sia degno di ottenere con la tua preghiera e per i meriti di tuo figlio nella sua sofferenza carnale i graditi doni del Signore e il perdono dei peccati. Amen. |

Il cantus firmus utilizzato nel mottetto, Terribilis est locus iste, cantato dai due Tenor a distanza di una quinta l'uno dall'altro, la cui traduzione è "Questo luogo incute rispetto", è ripreso dal repertorio gregoriano ed è il testo dell'introito che si esegue nel rito di dedicazione di una chiesa.